# Societat Catalana d'Estudis Clàssics
La Societat Catalana d'Estudis Clàssics és una societat filial de l'Institut d'Estudis Catalans, constituïda el 1980 per fomentar el conreu regular i rigorós de la filologia, la literatura, l'art i el pensament clàssics dins l'àmbit del Principat de Catalunya i la resta dels Països Catalans, i adscrita a la Secció Filològica de l'IEC.
La SCEC, que s'anà constituint cap a finals dels anys setanta dins de la Societat Catalana d'Estudis Històrics. Entre els seus impulsors es troben Carles Miralles i Solà, que en fou el seu primer president, juntament amb altres estudiosos de l'antiguitat clàssica, com Joan Bastardas, Jaume Pòrtulas, Marc Mayer i Olivé, i Montserrat Jufresa, tots ells interessats a recuperar per a la cultura catalana la tradició del grec i del llatí, i guanyar-se un nom propi en el panorama internacional d'estudis clàssics des de noves perspectives, metodològiques i ideològiques. actualment centra la seva activitat preferentment en l'organització de conferències, cicles i altres actes culturals, així com en la publicació d'una revista d'investigació, “Ítacaː Quaderns Catalans de Cultura Clàssica, de periodicitat anual”, i que està activa des del 1985.
Els directors de la SCEC des de la seva fundació han estat Carles Miralles i Solà (1979-1992), Marc Mayer i Olivé (1992-1999), Jaume Pòrtulas i Ambròs (1999-2006), Montserrat Jufresa i Muñoz (2006-2019) i Carles Garriga Sans, que ocupa el càrrec des de l'any 2019.